# Might & Magic Heroes VII
Might & Magic Heroes VII — відеогра жанру покрокової стратегії, розроблена Limbic Entertainment і видана Ubisoft 29 вересня 2015 року. Є сьомою частиною в серії Heroes of Might and Magic.
Події гри розгортаються між MMH VI та HoMM V, показуючи історію різних фракцій, з яких герцог Іван повинен дізнатися як йому слід вчинити для порятунку імперії.

## Ігровий процес

Герой знайшов ресурси на карті пригод недалеко від ворожої армії

### Основи
Подібно до попередніх ігор серії, в Might & Magic Heroes VII гравець керує героями, які у фентезійному світі подорожують, розбудовують міста, збирають армії та воюють з ворогами. Більшість дій відбувається на так званій карті пригод, місцевості, де зображені міста, джерела ресурсів, простори між ними та армії. Ігровий процес поділений на дні, за кожен герой може пройти певну відстань і звести одну споруди в місті, яким володіє. Коли минає 7 днів, починається новий тиждень, оновлюються можливості в деяких об'єктах на карті пригод і стають доступні нові війська для найму.

### Карта пригод
Карта поділена на зони, які контролюються замками і приносять ресурси від шахт і лісопилок, яких є сім видів (золото, дерево, руда, кристали, зоряне срібло, тіньова сталь, драконова сталь). На картах пригод в Might & Magic Heroes VII зʼявилися інтерактивні об'єкти. Так, періодично дається можливість ламати завали і мости, лагодити пошкоджені об'єкти, влаштовувати обвали.
Герой може самостійно ходити картою без військ, а війська — без героя у вигляді каравану.

### Герої
Герої водять з собою армії, захоплюють нові території, підбирають нічийні ресурси і виконують сюжетні завдання. Кожен герой має свої схильності і слоти для екіпіровки, куди поміщуються зброя, обладунки та магічні предмети. Кожен одягнений на героя предмет впливає на його самого і його армію. В боях чи за пожертвування знайдених скарбів герой отримує досвід, що піднімає рівень його розвитку. З кожним рівнем параметри персонажа зростають, а також дається одне очко вміння. В Might & Magic Heroes VII система умінь представлена колом, поділеним на сектори, відповідно до здібностей, таких як дипломатія чи різного роду магія. Сектори в свою чергу поділені за рівнем оволодіння здібностями. Опанування новою здібністю або відкриття наступного рівня в ній вимагає вільного очка умінь. Коли всі рівні вивчено, відкривається одна з трьох унікальних і особливо сильних можливостей.
На відміну від Might & Magic Heroes VI, в цій грі немає оцінки вчинків героя і притаманної йому династичної зброї.

### Бої
Битви відбуваються при зіткненні героя з ворогами і проходять на аренах з квадратною розміткою, де протиборчі сторони стають по різні боки. Бій триває впродовж кількох кроків, поки одна зі сторін не буде знищена чи не втече. За один крок почергово ходять всі загони, представлені однією істотою з показником реальної кількості істот в ньому. Гравець вказує військам куди переміщатися і кого та як атакувати. Також він може чаклувати, щоб підтримати свої війська або завдати шкоди ворожим, і застосовувати особливі вміння військ. Вигляд поля бою залежить від місцевості, де герой зіткнувся з ворогом. Всі війська отримують бонуси за атаки з флангів і тилу. Часом трапляються битви-засідки, де вороги нападають з двох сторін відразу. В боях стали доступні засоби підтримки, унікальні для кожної фракції, наприклад, намет першої допомоги. Нововведенням стали швидкі розрахунки кожної битви на вибір, коли комп'ютер одразу розраховує результати, а в разі програшу гравець може переграти бій в звичайному режимі.

### Міста
В містах можна наймати війська, купляти корисні речі, обмінювати ресурси, вивчати магію та наймати нових героїв. Розвиток міста відбувається шляхом зведення будівель, які дають щотижневий приріст якогось виду істот або ж спеціальні можливості. Одні споруди відкривають доступ до інших, проте існують взаємовиключні. Тобто, гравець повинен обрати яку саме звести, а інша стане недоступною в цьому місті. Скасувати вибір неможливо, а сама схема зв'язків між спорудами ускладнилася, порівняно з попередніми іграми. Екрани міст двовимірні та в більшості статичні, за винятком таких об'єктів як полум'я, вода чи потоки магії.
В Might & Magic Heroes VII неможливо перебудувати захоплене місто іншої фракції на місто своєї. Гравець може призначати героїв намісниками міст, що збільшує якісь парметри міста. Також є можливість засилати до ворожих міст диверсантів, котрі будуть зменшувати приріст певних істот чи грабувати навколишні шахти.

### Ігрові режими
- Кампанія: дозволяє зіграти в сюжету історію за участю різних фракцій на різних картах, поступово розкриваючи цілісну історію.
- Одиночна гра: гра за обраними параметрами (фракція, складність, колір гравця, ліміт часу, швидкість боїв тощо) на одній з доступних карт.
- Багатокористувацька гра: гра за обраними параметрами проти інших гравців онлайн, у режимі Hotseat або через LAN.
- Дуель: миттєва битва без подорожей і розвитку міст та героїв. Гравець лише обирає попередньо визначених героїв, склад армії, її колір та арену[4].

### Фракції
У кожної фракції є свій набір військ, заклять, тактик, та по 6 класів героїв, з яких 3 мають магічне спрямування і 3 — фізичне. Набираючи досвід в боях, герой отримує очки, які витрачає на розвиток умінь, що залежать від його фракції та класу. Всі уміння представлені у вигляді колеса, розбитого на 10 секцій, що мають 3 рівні. До максимального рівня можна розвинути тільки три секції. Війська поділяються на рівні: 3 базових, 3 — еліти, і 2 чемпіонів. Житла обох видів чемпіонів не можуть бути побудовані разом в одному і тому ж замку. Війська підтримки поділяються на облогові, атакуючі та лікувальні. В деяких фракцій той самий юніт підтримки поєднує кілька функцій.
У грі відсутні, на відміну від попередньої частини, система репутації крові/сліз та династичних реліквій, а всі кампанії (крім фінальної) доступні одразу ж після першого запуску гри. Фракції мають спеціалізацію за ресурсами. Так Твердиня більшою мірою використовує дерево, а Лісовий союз більше потребує зоряного срібла.
В головному меню міститься енциклопедія з інформацією про істот, героїв та історія всіх фракцій.
Притулок — фракція представлена Священною імперією Сокола, об'єднаною королем Ронаном Великим. Держава поділена на шість герцогств (Грифона, Вовка, Бика, Гончої, Єдинорога і Оленя) і велику кількість баронств. На час дії гри імператриця Мів і її діти були вбиті демонопоклонниками, що спричинило міжусобиці.
Війська Притулку володіють високим бойовим духом і захистом, а в бою покладаються на піхоту. В більшості використовують магію Світла, яка служить для підтримки військ.
Класи героїв: Поборник, Лицар, Паладин; Інквізитор, Священик, Сповідник.
Істоти: Арбалетник (Снапер), Лютий вовк (Срібношкурий вовк), Страж (Легіонер); Вершник (Кірасир), Вартовий (Юстиціар), Капелан (Абат); Ландскнехт (Майстер меча), Серафим (Небесний воїн).
Підтримка: Послушниця Ельрата, Баліста, Катапульта.
Академія — союз Срібних міст, заснований адептами пророка Сар-Ілама. Ці міста, розташовані в південних пустелях Таллана, населені магами, котрі проводять магічні експерименти і дослідження. Свого часу Академія створила орків і різноманітних чудовиськ, а також від магів відкололися некроманти.
Академія більше за інші фракції знається на магії та вміє конструювати магічні механізми.
Класи героїв: Маг-воїн, Алхімік, Шериф; Бойовий маг, Чарівник, Чародій.
Істоти: Кабір (Кабір-майстер), Горгулья (Обсидіанова горгулья), Голем (Пісковиковий голем); Джин (Джин-медіум), Ракшас (Ракшас-раджа), Учень (Послідовник); Таємничий орел (Симург), Колос (Титан).
Підтримка: Намет зцілення, Піраміда, Велика піраміда.
Некрополіс — маги з дому Етерна, яких палий ангел Белкет навчив забороненій некромантії, опанували магією, яка піднімає мертвих. Некроманти з часом стали поклонятися Богині-павуку, богині смерті, а Белкет відвернувся від них. Вцілілі після війн з рештою магів, некроманти осіли в західній частині Ерешу зі столицею в місті Нар-Ереш, плануючи помсту.
Некроманти вміють піднімати мерців у вигляді рухомих скелетів і привидів. Їхні війська повільні та незграбні, проте чисельні.
Класи героїв: Ебеновий лицар, Лицар смерті, Кістяний страж; Некромант, Бальзамувальник, Архон.
Істоти: Скелет (Скелет-гопліт), Привид (Баньші), Ебеновий павук (Павук смерті); Вампір (Лорд вампірів), Ліч (Архіліч), Ламасу (Чумий ламасу); Темний вершник (Темний жнець), Кістяний дракон (Примарний дракон).
Підтримка: Павук-плювальник, Намтару.
Твердиня — кочові племена орків та інших істот, створених магами спочатку для війни, а потім обернених на рабів. Зрештою орки повстали і проголосили себе вільним народом. Непокірні племена не поклоняються жодним богам, вірячи тільки в Батька-Небо і Матір-Землю.
Племена мають високий бойовий дух, а їхні війська, хоч мало захищені, дуже рухливі. Вони використовують особливу магію Крові поряд із заклинаннями шаманів.
Класи героїв: Зачинатель війни, Варвар, Отаман; Прикликач бурі, Шаман, Формувач землі.
Істоти: Громила (Руйнівник), Гарпія (Фурія), Гнолл (Гнолл-мисливець); Кентавр (Кентавр-мародер), Піщана віверна (Отруйна віверна), Вершник на василіску (Пікінер на василіску); Циклоп (Розлютований циклоп), Бегемот (Древній бегемот).
Підтримка: Приборканий циклоп, Сноходець.
Лісовий союз — ельфи та інші лісові істоти під правлінням короля Аларона утворюють Лісовий союз. Раніше через свавілля короля Арніеля від Союзу відділилися прибічники королеви Туїдхани, що пішли під землю і заснували Лігу тіней. Ельфи поклоняються дракону Землі Сіланні, тому захищають все живе.
В бою покладаються на швидкість і стрільців.
Класи героїв: Месник, Рейнджер, Доглядач; Сіятель шипів, Містик, Співець зірок.
Істоти: Мисливець (Мисливець-майстер), Дріада (Дріада дуба), Піксі (Фея); Друїд (Старший друїд), Місячний олень (Сонячний олень), Танцівник з лезами (Майстер лез); Зелений дракон (Смарагдовий дракон), Ент (Древній ент).
Підтримка: Великий елементал Землі, Баліста, Матір ентів.
Підземелля — коли верховний король Арніель вирішив узурпувати владу місцевих ельфійських королів і зробити свій титул спадкоємним, королева Туїдхана проголосила своє королівство — Тарлад — незалежним від верховного короля. В пошуках союзників королева звернулася до Безликих. За свою допомогу поставили вимогу надалі служити Малассі, дракону Темряви. З цієї причини послідовники Туїдхани стали називатися Темними ельфами. Разом з безликими вони вирушивли в підземелля, де стикнулися з гномами та обʼєдналися, утворивши державу Ігг-Шайл або ж Лігу тіней.
Підземелля покладається на хитрощі та приховування. Темні ельфи є майстерними шпигунами і маніпуляторами.
Класи героїв: Тіньовий поборник, Темне лезо, Спритник; Темний пророк, Чаклун, Ткач тіней.
Істоти: Ассасин (Тінь), Троглодит (Хтонічний троглодит), Переслідувач (Слідопит); Мінотавр (Мінотавр-страж), Мандрівник (Бездушний), Медуза (Медуза-чаклунка); Печерна гідра (Темна гідра), Тіньовий дракон (Чорний дракон).
Підтримка: Тіньовий спостерігач, Безликий.

## Сюжет
Дія гри розгортається в часовому проміжку між Heroes VI і Heroes V. Через десять років після вбивства імператриці Мів Імперію Сокола роздирають міжусобиці. Втомлений війною Іван отримує від найсильнішого герцога Шеймуса пропозицію одружитися зі своєю дочкою та стати ерцгерцогом. Тіньова рада різних народів Ашану розцінює це як поразку і радить не слухати Шеймуса, адже потім він збере сили і піде війною на Івана. Ангел Муразель висуває ідею, щоб кожен із членів Тіньової ради розповів історію про героїв свого народу і переконав цим Івана битися до кінця. Той згоджується, але за умови, що розказані історії матимуть щасливий фінал.

### Кампанії
Прикрощі, призначені долею
Кампанія Лісового союзу, оповідач  — Ласір. В Часи легенд ельф води Шалдан в морській подорожі потрапив у шторм і опинився на невідомих берегах. Він розшукує спосіб вижити в цих землях і знайти інших ельфів.
Лють і гординя
Кампанія Твердині, оповідач  — Кенте. В 422 році вождь Дженго збирається напасти на місто магів Аль-Бетіль. Його помічниця Імані бажає визволити створених магами звіролюдей і укласти з цими істотами союз.
Розгнуздане зухвальство
Кампанія Притулку, оповідач  — Муразель. В 469 році Томас, син герцога Вовка, покинув дім, не бажаючи служити імператору. В подорожах він опиняється втягнутим у конфлікт з рештами герцогств.
Історія про мага і його джина
Кампанія Академії, оповідач  — Таніс. В 476 році Сьомого дракона в Семи містах орки повстають проти своїх творців. Амбітна Фахада замислює скористатися цим для своїх планів.
Неосягненна велич
Кампанія Підземелля, оповідач  — Йорген. Після укладення Сутінкового пакту затяжна війна між безликими та ангелами припинилася. Проте в 575 році безликий Еребус зібрав героїв з числа Темних ельфів та намірився підбурити народи Ашану до нової війни.
Щось невідворотне
Кампанія Некрополісу, оповідач — Анастасія. В 770 році в Семи містах вводиться заборона на некромантію. На некромантів починаються гоніння і врешті його противники добираються до головного міста некромантів — Аль-Бетіль. Але некромант Анастасія рятується з міста.
Сирець майбутніх спогадів
Кампанія, в якій Іван робить свій вибір. Для її відкриття слід завершити принаймні дві інші.

## Розробка
Гру було анонсовано 13 серпня 2014 року на міжнародній виставці електронних розваг Gamescom, на якій демонструвався трейлер майбутньої гри. Розробкою зайнялася німецька студія Limbic Entertainment. Незадовго було запущено офіційний вебсайт, на якому зареєстровані користувачі могли коментувати процес розробки і впливати на нього голосуваннями. Початково пропонувалося чотири фракції (Притулок, Академія Чаклунства, Твердиня, Некрополіс), а п'яту мало визначити голосування. Між Північними кланами і Лісовим союзом більшість голосів випала на останню. Додаткове голосування визначило набір істот цієї фракції. Наступним відбулося голосування за шосту фракцію, де з-поміж Інферно та Підземелля користувачі віддали перевагу Підземеллю. Деякі істоти з Інферно в підсумку стали нейтральними істотами, яких можна зустріти на карті пригод.
У квітня 2015 розробники анонсували підготовку до бета-версії гри. 4 травня 2015 відкрився запис на бета-тестування, що почався 3 червня. Доступ надавався тим, хто оформив попереднє замовлення гри. До 17 червня 2015 тривало тестування, пропонована версія надавала Притулок і Академію та дві карти.
Про продовження бета-тестування стало відомо 5 серпня. Воно продовжилося з 26 серпня по 7 вересня і так само було доступне тільки для тих, хто оформив попереднє замовлення. Впродовж розробки періодично публікувалися матеріали про оновлення, ігровий процес і світ гри. Датою випуску кінцевої версії було анонсовано 29 вересня 2015 року.

## Доповнення
- Trial by fire — випущене 4 серпня 2016, додає фракцію Фортеця, представлену гномами, і кампанію за них. Також надає нових істот, артефакти і карти[18].

## Оцінки і відгуки
| Агрегатор    | Оцінка |
| ------------ | ------ |
| GameRankings | 64%    |
| Metacritic   | 66/100 |

| Видання | Оцінка |
| ------- | ------ |
| IGN     | 6.4/10 |

Незадовго після виходу гра зібрала посередні оцінки критиків і гравців. На агрегаторі GameRankings середня оцінка склала 64 %, а на Metacritic — 66 балів зі 100.
Оглядачі з IGN оцінили гру у 6,4 з 10, написавши у вердикті: «В Might and Magic Heroes 7 дуже мало нового і це добре, позаяк вона прийшла до класичного стилю тактичних рольових подорожей та битв, і меню, яке робить управління ресурсами простим, зрозумілим, дає героям неспішно мандрувати без частих повернень […] Might and Magic Heroes 7 вірне, проте забаґовне продовження, яке відкопало дуже старий стиль ПК-гри.»
Російський ресурс 3DNews дав 7 балів, позитивно відгукнувшись про класичний для серії ігровий процес, але розкритикував громіздкий інтерфейс, посереднє графічне й звукове оформлення та численні баґи.
Ігроманія описала Might & Magic Heroes VII як мішанину з попередніх ігор серії, яка не має власного образу: «Сьомі „Герої“ — це безлад. У них немає свого вигляду (лише насмикані з різних ігор моделі і музика), немає стрижня (лише боязкі спроби зробити „як раніше“), немає нічого по-справжньому особливого».